# Tennis aux Jeux panaméricains de 1991
Navigation
1987 1995
Les compétitions de tennis aux Jeux panaméricains de 1991 ont lieu du 6 au 16 août 1991 à La Havane, à Cuba.

## Médaillés
| Simple messieurs      | Luis Herrera (MEX)                   | David DiLucia (USA)                         | Marcelo Saliola (BRA)                             |  |  |  |
| Simple messieurs      | Luis Herrera (MEX)                   | David DiLucia (USA)                         | Juan Pino (CUB)                                   |  |  |  |
| Double messieurs      | Porto Rico Miguel Nido Joey Rive     | Mexique Oliver Fernández Gerardo Martínez   | Pérou Patrick Baumeler Américo Túpac Venero       |  |  |  |
| Double messieurs      | Porto Rico Miguel Nido Joey Rive     | Mexique Oliver Fernández Gerardo Martínez   | Cuba Juan Pino Mario Tabares                      |  |  |  |
| Messieurs par équipes | Brésil                               | Porto Rico                                  | Chili                                             |  |  |  |
| Messieurs par équipes | Brésil                               | Porto Rico                                  | Cuba                                              |  |  |  |
|                       |                                      |                                             |                                                   |  |  |  |
| Simple dames          | Pam Shriver (USA)                    | Joelle Schad (DOM)                          | Claudia Chabalgoity (BRA)                         |  |  |  |
| Simple dames          | Pam Shriver (USA)                    | Joelle Schad (DOM)                          | Andrea Vieira (BRA)                               |  |  |  |
| Double dames          | États-Unis Pam Shriver Donna Faber   | Brésil Claudia Chabalgoity Andrea Vieira    | Chili Paula Cabezas Paulina Sepúlveda             |  |  |  |
| Double dames          | États-Unis Pam Shriver Donna Faber   | Brésil Claudia Chabalgoity Andrea Vieira    | Mexique Aranzazú Gallardo Isabela Petrov          |  |  |  |
| Dames par équipes     | Brésil                               | Venezuela                                   | Chili                                             |  |  |  |
| Dames par équipes     | Brésil                               | Venezuela                                   | Cuba                                              |  |  |  |
|                       |                                      |                                             |                                                   |  |  |  |
| Double mixte          | États-Unis Pam Shriver David DiLucia | Brésil Claudia Chabalgoity William Kyriakos | République dominicaine Joelle Schad Rafael Moreno |  |  |  |
| Double mixte          | États-Unis Pam Shriver David DiLucia | Brésil Claudia Chabalgoity William Kyriakos | Porto Rico Emily Viqueira Jaime Frontera          |  |  |  |

## Tableau des médailles
| * | Pays hôte |

| Rang  | Nation                 | Or | Argent | Bronze | Total |
| ----- | ---------------------- | -- | ------ | ------ | ----- |
| 1     | États-Unis             | 3  | 1      | 0      | 4     |
| 2     | Brésil                 | 2  | 2      | 3      | 7     |
| 3     | Mexique                | 1  | 1      | 1      | 3     |
| 3     | Porto Rico             | 1  | 1      | 1      | 3     |
| 5     | République dominicaine | 0  | 1      | 1      | 2     |
| 6     | Venezuela              | 0  | 1      | 0      | 1     |
| 7     | Cuba *                 | 0  | 0      | 4      | 4     |
| 8     | Chili                  | 0  | 0      | 3      | 3     |
| 9     | Pérou                  | 0  | 0      | 1      | 1     |
| Total | Total                  | 7  | 7      | 14     | 28    |

Source : (en) Classement par nations.